# Hi Records
Hi Records war ein US-amerikanisches Musik-Label, das 1957 von den Musikern Ray Harris, Bill Cantrell und Quinton Claunch zusammen mit dem Musikladenbesitzer Joe Cuoghi in Memphis, Tennessee, gegründet wurde.

## Geschichte
Mit der Erfolgsträhne von Sun Records wurden schnell weitere Label gegründet. Ray Harris, ehemaliger Künstler bei Sun, tat sich mit den beiden Studiomusikern Quinton Claunch und Bill Cantrell, die ebenfalls bei Sun angestellt waren, zusammen, um Hi Records zu gründen. Zusätzlich wurde noch Joe Coughi in das Geschäft geholt.
Hi Records spezialisierte sich auf R&B und Rockabilly und konnte 1959 mit dem Instrumental Smokie Part 2 von Bill Black’s Combo einen ersten Hit verbuchen. Die 1960er- und 1970er-Jahre waren die erfolgreichsten für das Label, man wandte sich musikalisch dem Soul zu und Al Green und Ann Peebles konnten bei Hi Records zu internationalen Stars werden. In der ersten Phase war Hi Records bekannt für einen Rock-’n’-Roll-Instrumental-Partysound.
Ab Ende der 60er Jahre war der typische Hi-Sound gekennzeichnet durch Soul mit äußerst ausgefallenen Vokalvorträgen, während die instrumentelle Untermalung äußerst ruhig und minimalistisch gehalten war.
Nach dem Tod von Labelmitbegründer Joe Cuoghi 1970 übernahm Songschreiber und Produzent Willie Mitchell dessen Aufgaben und formierte eine hauseigene Begleitband für die Künstler, die Hi Rhythm Section. Ray Harris verließ das Label im selben Jahr und zog zurück nach Mississippi. Mit der immer populärer werdenden Discomusik Ende der 1970er-Jahre verschwand die Bedeutung des Labels zunehmend. 1977 wurde Hi Records an Cream Records verkauft, das heute einige der erfolgreichsten Veröffentlichungen unter dem ursprünglichen Labelnamen erneut auf CD herausgibt.